# شاقة (جرجنت)
الشاقة (بالإيطالية: Sciacca)‏ مدينة إيطالية في صقلية ضمن مقاطعة جرجنت اسمها ذو أصل عربي حيث اسماها العرب «شاقة» بمعنى الماء، مدينة سياحية وذات ينابيع مياه معدنية وغنية بالمعالم، وتشتهر بكارنفالها التاريخي، مطلة على الساحل الشمالي الجنوبي للجزيرة وبين مصبي نهري بلاتيني وبيليتشي، ترتفع 65 متر عن سطح البحر وتقع شرق جبل مونتي سان كالودجيرو ذو ارتفاع 386 متر عدد سكانها 40.868 نسمة.

## السكان
في سنة 1861 بلغ عدد السكان 14٬320 نسمة، وتطور العدد ليصل في سنة 2011 لـ 40٬899 نسمة.
يظهر هذا المخطط البياني تطور النمو السكاني لـ شاكا

## توأمة
لشاكا اتفاقيات توأمة مع كل من:
- قرشهر
- أبريليا

## أعلام
- أكورسيو بينتيفينيا
- جوزيبي ماريو بيلانكا
- جوني دندي
- روساريو ليساتا